# ГЕС Ранді
ГЕС Ранді (швед. Randi kraftstation) — гідроелектростанція на півночі Швеції. Знаходячись між ГЕС Паркі (вище за течією) та ГЕС Аккатс, входить до складу каскаду на Лілла-Лулеельвен, найбільшої (правої) притоки річки Лулеельвен, яка впадає у Ботнічну затоку Балтійського моря біля міста Лулео.
У межах проекту річку перекрили земляною греблею висотою 20 метрів, яка створює підпір у озері-водосховищі Randijaure з припустимим коливанням рівня поверхні в діапазоні 2 метри. Звідси прокладений дериваційний канал довжиною 1,15 км (протягом 0,45 км проходить в тунелі) до розташованого на лівобережжі Лілла-Лулеельвен озера Unna Siunak. Воно простягнулось на 1,7 км, після чого починається другий канал довжиною 0,9 км, який виводить до машинного залу. Останній використовує перепад висот із районом озера Stour Seunnak, котре дренується до озера Klubbuddsjön, що завдяки підпору греблі ГЕС Аккатс стало єдиною водоймою з розташованим у течії Лулеельвен озером Vaikijaur. При цьому можливо відзначити, що відпрацьована на станції Ранді вода прямує до Klubbuddsjön по штучному каналу довжиною 1,7 км, частина маршруту якого виділена просто з Stour Seunnak за допомогою дамб.
Заглиблений у землю машинний зал обладнаний однією турбіною типу Каплан потужністю 85 МВт, яка при напорі у 25 метрів забезпечує виробництво до 0,4 млрд кВт-год електроенергії на рік.
Диспетчерський центр для управління всім каскадом компанії Vattenfall на Лулеельвен розміщено у Vuollerim.